# Köwerich

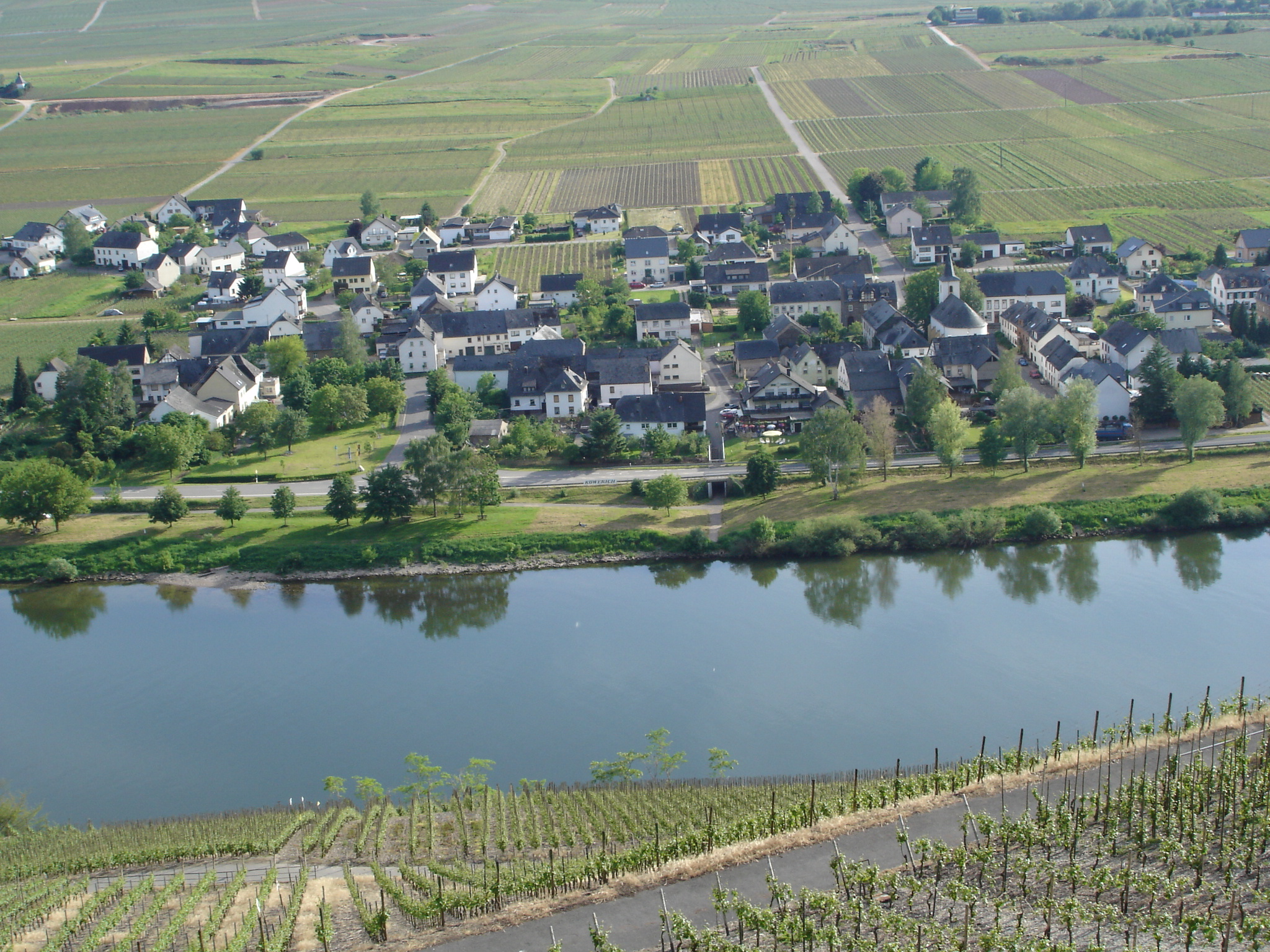
Köwerich

Köwerich an der Mosel ist eine Ortsgemeinde im Landkreis Trier-Saarburg in Rheinland-Pfalz. Sie gehört der Verbandsgemeinde Schweich an der Römischen Weinstraße an.

## Geschichte
Köwerich zählt zu den Ortschaften des Trierer Landes, deren urkundlich nachweisbare Geschichte in das frühe Mittelalter reicht. Dabei kann sich Köwerich auf zwei Urkunden der Jahre 704 und 710 berufen, über deren Echtheit es keinen Zweifel gibt und deren lateinische Namensformen in villa Cabriaco und in monte Cabracense eindeutig als Köwerich identifiziert werden.
Die Einzelurkunden selbst sind nicht im Original erhalten, sondern in einer im Echternacher Skriptorium angefertigten Handschrift des 13. Jahrhunderts überliefert – in Kurzform, aber mit den wichtigsten Angaben des materiellen Inhaltes. Beide den Ort Köwerich betreffenden Urkunden der Jahre 704 und 710 stehen in engstem Zusammenhang mit dem wenige Jahre zuvor gegründeten Kloster Echternach und seinen Stiftern, Gönnern und Wohltätern. Die Handschrift enthält 240 Urkundenabschriften bzw. Auszüge des 7. bis 13. Jahrhunderts und ist wegen ihres wertvollen Inhaltes als das Goldene Buch der Abtei Echternach bekannt – als Liber aureus Epternacencis. Das Goldene Buch wird heute – nach einer durch die Wirren der französischen Revolution ausgelösten abenteuerlichen Odyssee – in der Handschriftenabteilung der Forschungs- und Universitätsbibliothek im Schloss Friedenstein im thüringischen Gotha aufbewahrt.
Köwerich spielt auch eine gewisse Rolle in der Familiengeschichte von Beethoven: Die Mutter von Ludwig van Beethoven trug den Namen Maria-Magdalena Keverich, weil einer ihrer Vorfahren aus dem Ort stammte. Am St.-Kunibert-Platz Nr. 2 steht das Wohnhaus der Ahnen Beethovens.

## Politik

### Gemeinderat
Der Gemeinderat in Köwerich besteht aus acht Ratsmitgliedern, die bei der Kommunalwahl am 9. Juni 2024 in einer Mehrheitswahl gewählt wurden, und dem ehrenamtlichen Ortsbürgermeister als Vorsitzendem.

### Ortsbürgermeister
Manfred Strauch wurde am 30. Juli 2024 Ortsbürgermeister von Köwerich. Da für die Direktwahl am 9. Juni 2024 kein Wahlvorschlag eingereicht wurde, oblag die Neuwahl des Bürgermeisters gemäß rheinland-pfälzischer Gemeindeordnung dem Rat. Dieser entschied sich auf seiner konstituierenden Sitzung für Manfred Strauch.
Sein Vorgänger Elmar Schlöder hatte das Amt von 2014 bis 2024 inne. Zuvor waren Robert Linden, Paul Jostock und Kunibert Regnery Ortsbürgermeister von Köwerich.

### Wappen
| Wappen von Köwerich | Blasonierung: „Das Wappen ist geteilt und in der oberen Hälfte gespalten. Oben rechts in Silber ein rotes Balkenkreuz. Oben links in Schwarz ein goldener Violinschlüssel. Unten in Gold eine hängende grüne Weintraube mit zwei grünen Blättern.“ |
| Wappen von Köwerich | |

## Kultur und Sehenswürdigkeiten
- Am Zusammentreffen der Gemarkungen von Klüsserath, Köwerich und Trittenheim auf der linken (nördlichen) Moselseite liegt ein etwa drei Meter hoher, dachförmig zulaufender Sandsteinblock von etwa einem halben Meter Dicke, der im unteren Teil ovale Vertiefungen aufweist. In diesem Stein wird ein keltischer Menhir vermutet. Weitere keltische Funde am Ortsrand stützen diese These.
- Die katholische Pfarrkirche St. Kunibert ist ein neogotischer Saalbau, der 1874 nach einem Entwurf des luxemburgischen Staatsarchitekten Karl Arendt errichtet wurde. Im Inneren stehen vor dem Chor zwei Steinaltäre aus der Zeit des Dreißigjährigen Kriegs (1620 und 1624). Sie stammen aus der Trierer Conchardt-Werkstatt, die von einem Schüler des Trierer Bildhauers Hans Ruprecht Hoffmann gegründet wurde.

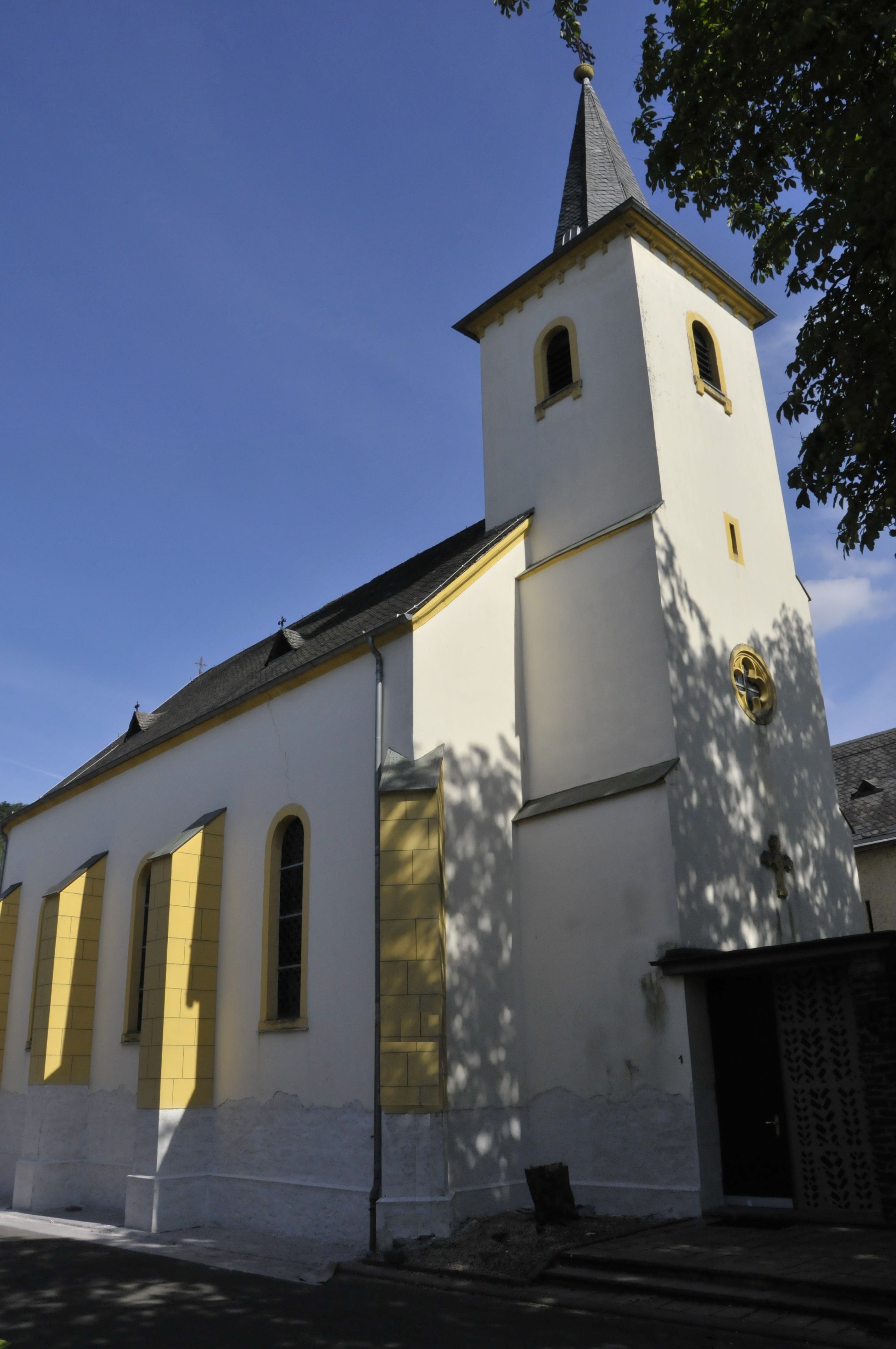
Dorfkirche St. Kunibert
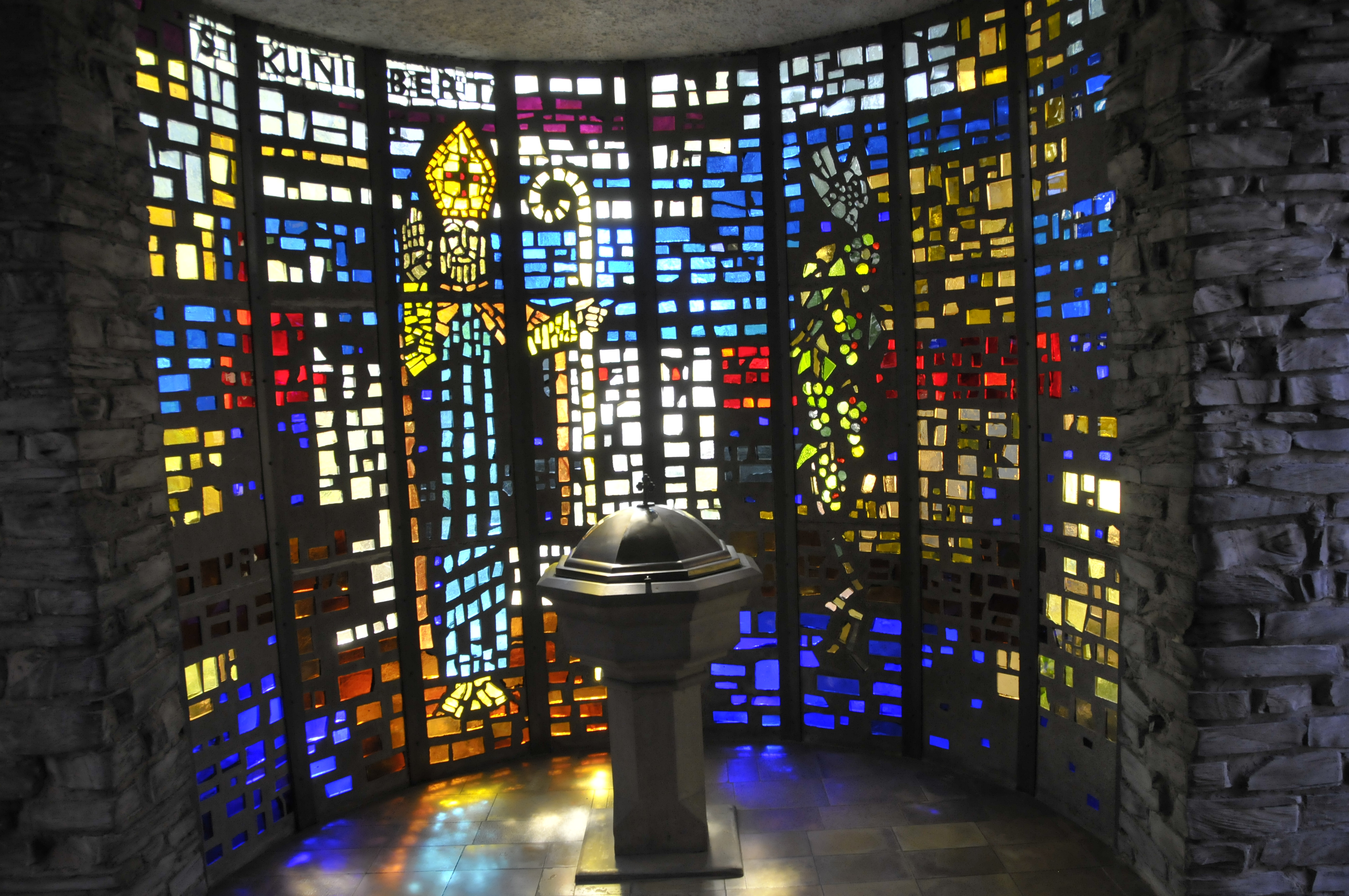
Dorfkirche, Taufbecken mit Apsisfenster
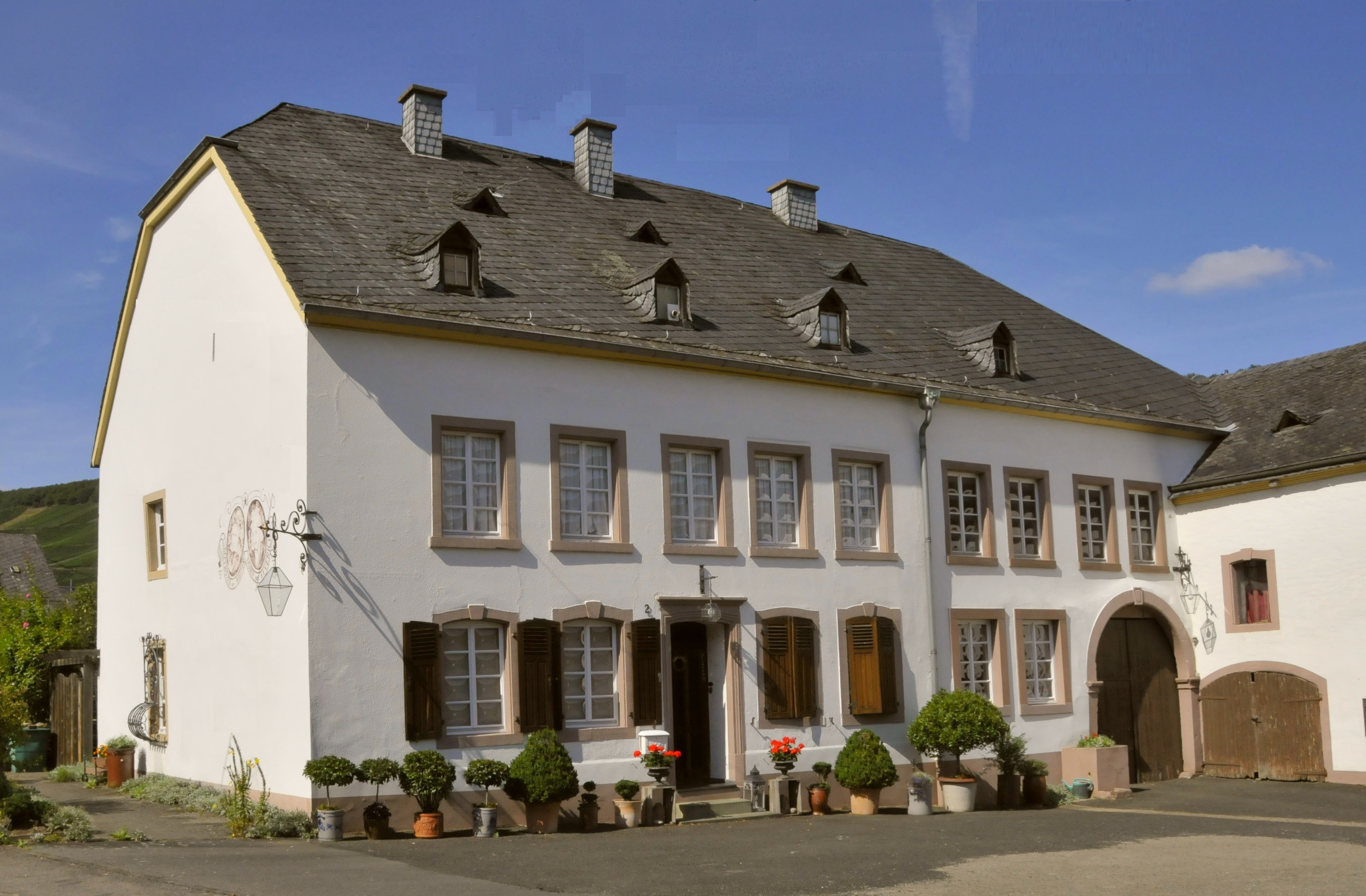
Beethoven-Haus

## Ehrenbürger
Der gebürtige Köwericher Dr. Paul Jostock, ein Verfechter der katholischen Soziallehre, wurde 1963 zum Ehrenbürger ernannt. Die Thesen Jostocks, die auch für die gegenwärtigen Fragen der Sozialpolitik und Sozialreform von Bedeutung sind, bildeten die Grundlage für zwei in Köwerich ausgerichtete interdisziplinäre und internationale Symposien in den Jahren 2004 und 2006. Mit Blick auf seinen 40. Todestag waren die 5. Köwericher Akademischen Tage im Jahr 2005 dem Thema „Soziale Gerechtigkeit“ gewidmet.

## Weinlagen
- Köwericher Held
- Köwericher Laurentiuslay